# Brouains
Brouains est une commune française, située dans le département de la Manche en région Normandie, peuplée de 140 habitants.
Elle fait partie des villages labellisés Village patrimoine, qui œuvrent à mettre en avant leurs patrimoines matériels et/ou immatériels (historique, culturel, naturel, architectural, etc.). 

## Géographie
La commune est au nord du Mortainais, à proximité du Bocage virois. L'atlas des paysages de la Basse-Normandie place majoritairement la commune à l'ouest de l'unité des « hauts pays de l’ouest ornais et du Mortainais » située principalement au nord-ouest du département de l'Orne et caractérisée par un « paysage rude, marqué par un relief complexe modelé par les cours d’eau qui en divergent comme d’un château d’eau ». Le sud-est du territoire figure en bordure de l'enclave sourdevalaise de l'unité du « Val de Sée dans son écrin », caractérisée par « une plaine verdoyante au sein de laquelle serpente le fleuve côtier de la Sée [formant] un bocage très géométrique » et le nord borde l'unité du « Haut Bocage transparent » : des « hauteurs copieusement arrosées [qui] se distinguent par la présence de hauts talus lessivés ». Le bourg de Brouains est à 4 km à l'ouest de Sourdeval, à 8,5 km au nord-est de Juvigny-le-Tertre et à 10 km au nord de Mortain. Couvrant 379 hectares, le territoire de Brouains était le moins étendu du canton de Sourdeval.
Le nord du territoire, dans la vallée de la Sée, est parcouru par la route départementale no 911 (ancienne route nationale 811) qui relie Sourdeval à l'est à Chérencé-le-Roussel à l'ouest. La D 279 lie le bourg à la D 911 par l'ouest et permet de relier Mortain vers le sud. À l'est, partant de la D 279 au sud-est du bourg, la D 596 permet de rejoindre la D 911 au Pont de la Forge vers Sourdeval.
Brouains est dans le bassin de la Sée qui délimite l'est et le nord du territoire. Un cours affluent collecte les eaux du sud de la commune dont le bourg qui surplombe son vallon.
Le point culminant (263 m) se situe au sud, à 200 m à l'est de la chapelle de Montfort. Le point le plus bas (105 m) correspond à la sortie de la Sée du territoire, à l'ouest. La commune est bocagère.
Les lieux-dits sont, du nord-ouest à l'ouest, dans le sens horaire, la Torte Planche, la Gandonnière, la Fosse Marie, le Grand Moulin, le Pré aux Reines (au nord), le Bois, les Ratisses, le Jaunet, le Rocher, la Durandière, le Bourg, les Liselières, le Pont de la Forge (à l'est), la Cour de Haut, la Cynière, la Goupillière, la Binetière, Chapelle de Montfort (au sud), la Bruyère, le Logis, la Reinière, le Hervieu, les Hauts Champs, la Vallée (à l'ouest) et la Terterie.
| Beauficel                                  | Beauficel                      | Beauficel |
| Perriers-en-Beauficel, Chérencé-le-Roussel | Brouains                       | Sourdeval |
| Chérencé-le-Roussel                        | Chérencé-le-Roussel, Sourdeval | Sourdeval |

### Hydrographie
La commune est située dans le bassin Seine-Normandie. Elle est drainée par la Sée, un bras de la Sée Blanche, le cours d'eau 01 de la commune de Brouains, le cours d'eau 03 du Domaine et divers autres petits cours d'eau,.
La Sée, d'une longueur de 79 km, prend sa source dans la commune de Sourdeval et se jette  dans le golfe de Saint-Malo en limite du Val-Saint-Père et de Vains, après avoir traversé 20 communes. Les caractéristiques hydrologiques de la Sée sont données par la station hydrologique située sur la commune de Juvigny les Vallées. Le débit moyen mensuel est de 1,57 m3/s. Le débit moyen journalier maximum est de 12,8 m3/s, atteint lors de la crue du 22 janvier 2018. Le débit instantané maximal est quant à lui de 17,4 m3/s, atteint le 24 octobre 1998.

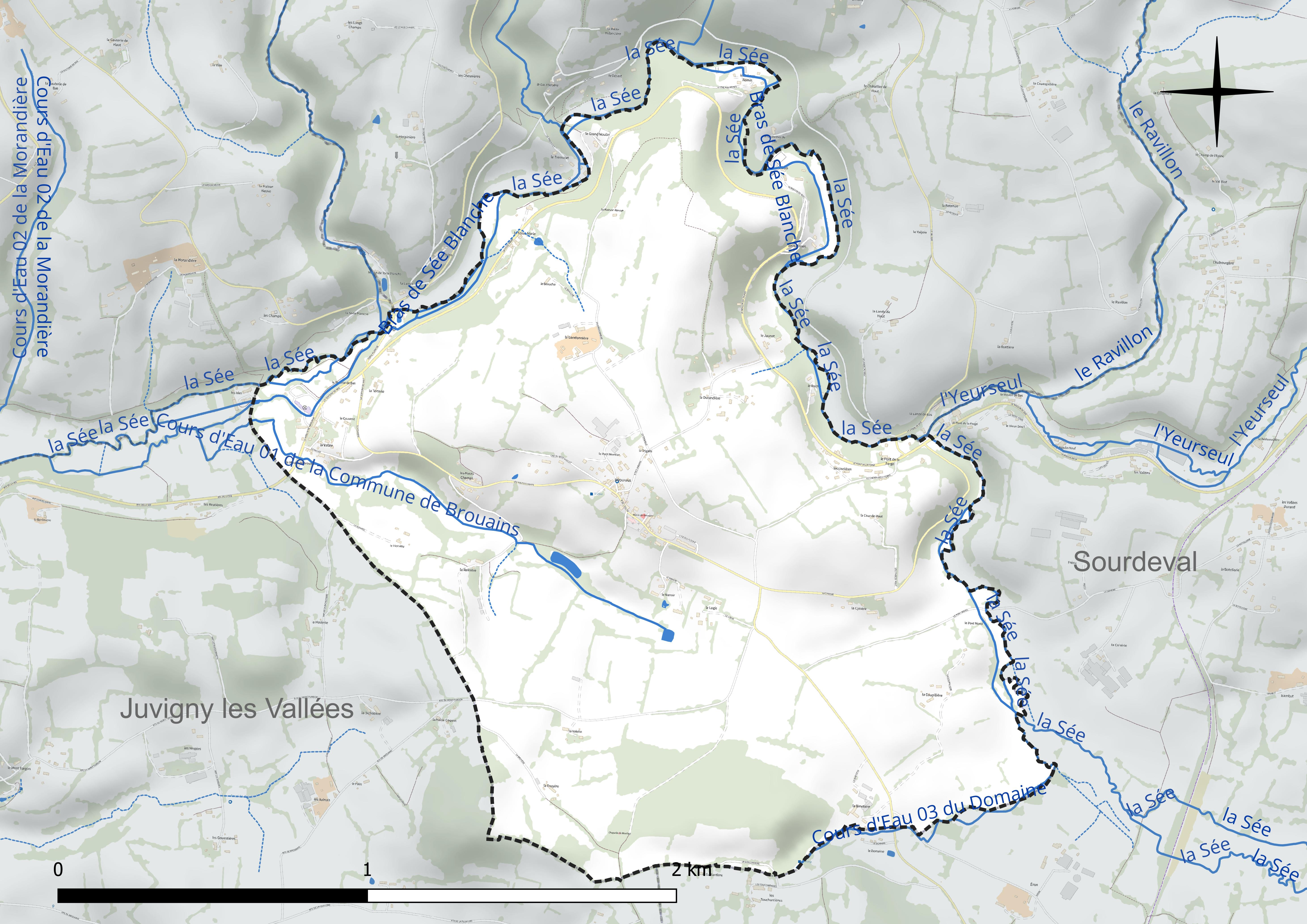
Réseau hydrographique de Brouains.

### Climat
Pour des articles plus généraux, voir Climat de la Normandie et Climat de la Manche.
En 2010, le climat de la commune est de type climat océanique franc, selon une étude du CNRS s'appuyant sur une série de données couvrant la période 1971-2000. En 2020, Météo-France publie une typologie des climats de la France métropolitaine dans laquelle la commune est exposée à un climat océanique et est dans la région climatique  Normandie (Cotentin, Orne), caractérisée par une pluviométrie relativement élevée (850 mm/a) et un été frais (15,5 °C) et venté.
Pour la période 1971-2000, la température annuelle moyenne est de 10,3 °C, avec une amplitude thermique annuelle de 12,9 °C. Le cumul annuel moyen de précipitations est de 1 076 mm, avec 14,8 jours de précipitations en janvier et 9,1 jours en juillet. Pour la période 1991-2020, la température moyenne annuelle observée sur la station météorologique la plus proche, située sur la commune de Saint-Hilaire-du-Harcouët à 18 km à vol d'oiseau, est de 11,5 °C et le cumul annuel moyen de précipitations est de 929,5 mm,. Pour l'avenir, les paramètres climatiques de la commune estimés pour 2050 selon différents scénarios d’émission de gaz à effet de serre sont consultables sur un site dédié publié par Météo-France en novembre 2022.

## Urbanisme

### Typologie
Au 1er janvier 2024, Brouains est catégorisée commune rurale à habitat dispersé, selon la nouvelle grille communale de densité à sept niveaux définie par l'Insee en 2022.
Elle est située hors unité urbaine. Par ailleurs la commune fait partie de l'aire d'attraction de Vire Normandie, dont elle est une commune de la couronne,. Cette aire, qui regroupe 20 communes, est catégorisée dans les aires de moins de 50 000 habitants,.

### Occupation des sols
L'occupation des sols de la commune, telle qu'elle ressort de la base de données européenne d’occupation biophysique des sols Corine Land Cover (CLC), est marquée par l'importance des territoires agricoles (82,7 % en 2018), une proportion identique à celle de 1990 (82,7 %). La répartition détaillée en 2018 est la suivante : zones agricoles hétérogènes (51,2 %), prairies (31,5 %), forêts (17,3 %). L'évolution de l’occupation des sols de la commune et de ses infrastructures peut être observée sur les différentes représentations cartographiques du territoire : la carte de Cassini (XVIIIe siècle), la carte d'état-major (1820-1866) et les cartes ou photos aériennes de l'IGN pour la période actuelle (1950 à aujourd'hui).

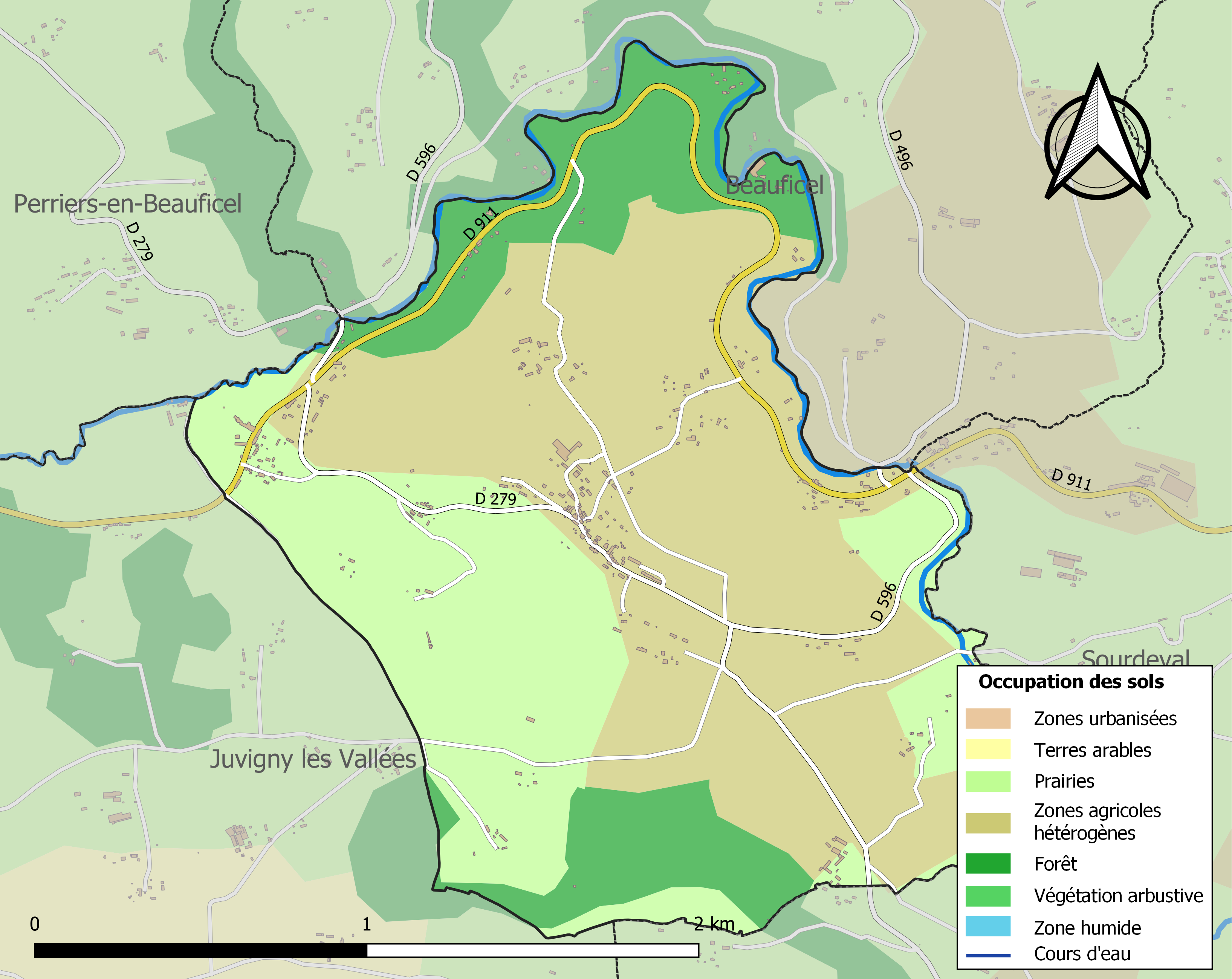
Carte des infrastructures et de l'occupation des sols de la commune en 2018 (CLC).

## Toponymie
Le nom de la localité est attesté sous les formes Broins en Juvigné en 1394, Broins en 1399, Broains en 1412 et Brouyns vers 1480.
L'origine du toponyme reste obscure pour Albert Dauzat qui avance l'hypothèse de l'anthroponyme gaulois Brogos avec le suffixe latin -anum, tandis qu'Ernest Nègre opte pour le nom de personne germanique Brodoinus.
Le gentilé est Brouainsais.

## Histoire
Lors de la bataille de Normandie, Brouains est libérée par le 109e régiment d'infanterie américaine le 12 août 1944, à l'issue de l'échec de la contre-attaque de Mortain, dont la vallée de la Sée a été un des principaux axes.

## Politique et administration

### Administration municipale
| Période                                  | Période   | Identité         | Étiquette | Qualité                    |
| ---------------------------------------- | --------- | ---------------- | --------- | -------------------------- |
| avant 1995                               | 1995      | Alain Thomas     |           |                            |
| 1995                                     | mars 2014 | Hélène Juhel     | SE        | Responsable administrative |
| mars 2014                                | mai 2020  | Thierry Touraine | SE        |                            |
| mai 2020                                 | En cours  | Bertrand Gilbert | SE        | Retraité du BTP            |
| Les données manquantes sont à compléter. |           |                  |           |                            |

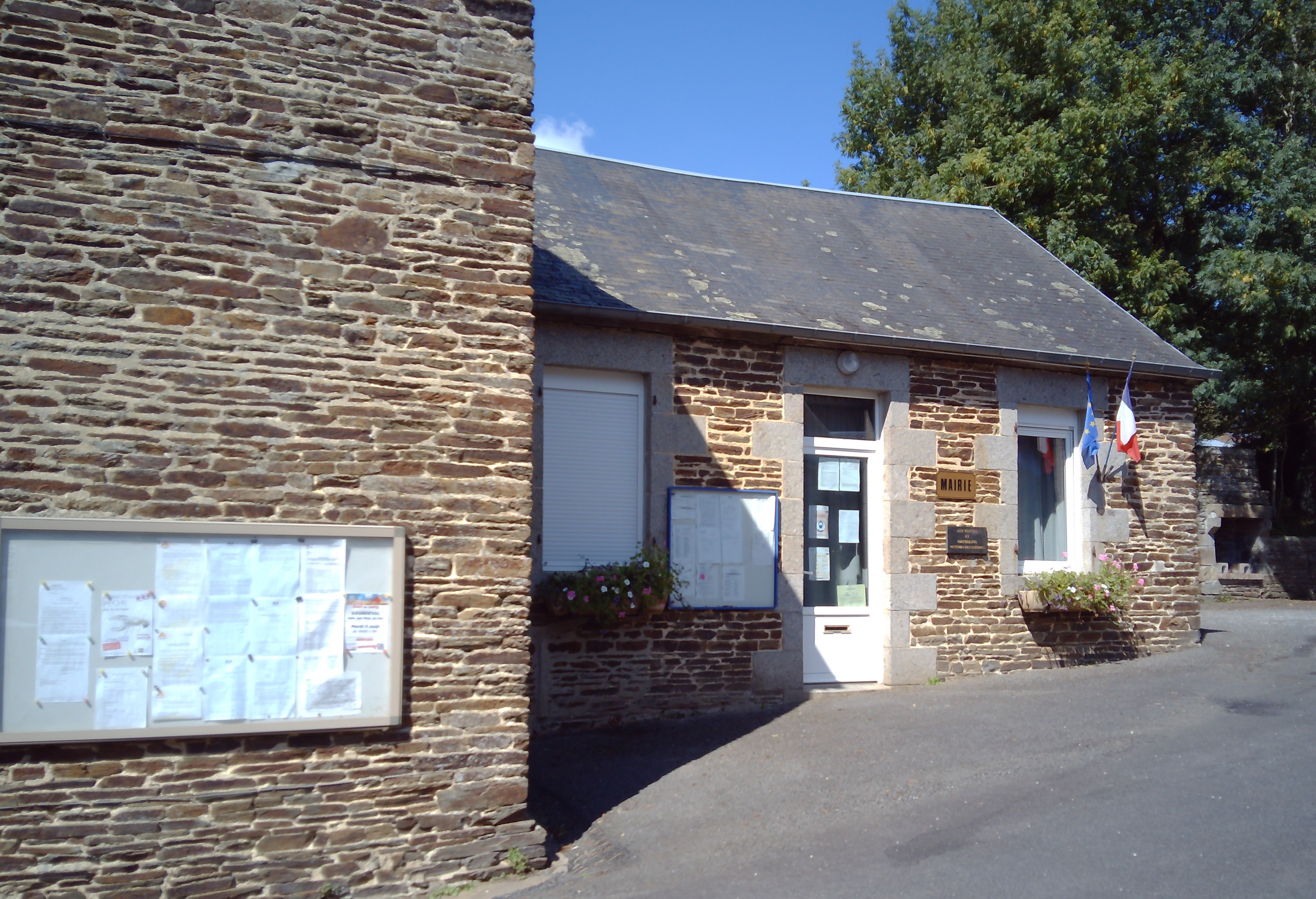
La mairie de Brouains.

Le conseil municipal est composé de onze membres dont le maire et deux adjoints.

## Démographie
L'évolution du nombre d'habitants est connue à travers les recensements de la population effectués dans la commune depuis 1793. Pour les communes de moins de 10 000 habitants, une enquête de recensement portant sur toute la population est réalisée tous les cinq ans, les populations de référence des années intermédiaires étant quant à elles estimées par interpolation ou extrapolation. Pour la commune, le premier recensement exhaustif entrant dans le cadre du nouveau dispositif a été réalisé en 2004.
En 2022, la commune comptait 140 habitants, en évolution de −0,71 % par rapport à 2016 (Manche : −0,31 %, France hors Mayotte : +2,11 %).
Brouains a compté jusqu'à 613 habitants en 1831.
| 1793 | 1800 | 1806 | 1821 | 1831 | 1836 | 1841 | 1846 | 1851 |
| ---- | ---- | ---- | ---- | ---- | ---- | ---- | ---- | ---- |
| 400  | 345  | 445  | 433  | 613  | 534  | 484  | 536  | 556  |

| 1856 | 1861 | 1866 | 1872 | 1876 | 1881 | 1886 | 1891 | 1896 |
| ---- | ---- | ---- | ---- | ---- | ---- | ---- | ---- | ---- |
| 564  | 601  | 609  | 577  | 583  | 537  | 495  | 568  | 601  |

| 1901 | 1906 | 1911 | 1921 | 1926 | 1931 | 1936 | 1946 | 1954 |
| ---- | ---- | ---- | ---- | ---- | ---- | ---- | ---- | ---- |
| 507  | 501  | 492  | 408  | 425  | 404  | 360  | 386  | 438  |

| 1962 | 1968 | 1975 | 1982 | 1990 | 1999 | 2004 | 2006 | 2009 |
| ---- | ---- | ---- | ---- | ---- | ---- | ---- | ---- | ---- |
| 395  | 330  | 306  | 260  | 242  | 213  | 192  | 191  | 190  |

| 2014 | 2019 | 2022 | - | - | - | - | - | - |
| ---- | ---- | ---- | - | - | - | - | - | - |
| 152  | 135  | 140  | - | - | - | - | - | - |

## Économie
Ancien moulin à papier de la Sée.

## Lieux et monuments
- Église Notre-Dame (XVe siècle) avec son cadran solaire (XVIIIe) et sa voûte lambrissée. Elle abrite un groupe sculpté (XVIIIe) et des statues des XVIe, XVIIe et XVIIIe siècles[35].

Plusieurs éléments sont classés à titre d'objets :
- La Vierge à l'enfant, le christ en croix et la statue représentant l'éducation de la Vierge du maitre-retable.
- Le retable et la statue de saint Gilles de l'autel latéral sud.
- La statue de sainte Barbe.

- L'écomusée et Maison de l'eau et de la rivière du moulin de la Sée[35].
- Croix de 1626, près du moulin.
- Manoir du Logis (du XVe au XIXe siècle), en contrebas de l'église.
- Chapelle Sainte-Anne dans le bois de Montfort. Détruite à la Révolution elle est reconstruite en 1850[35].
- Fontaine Saint-Gilles dont les eaux auraient des vertus curatives[35].

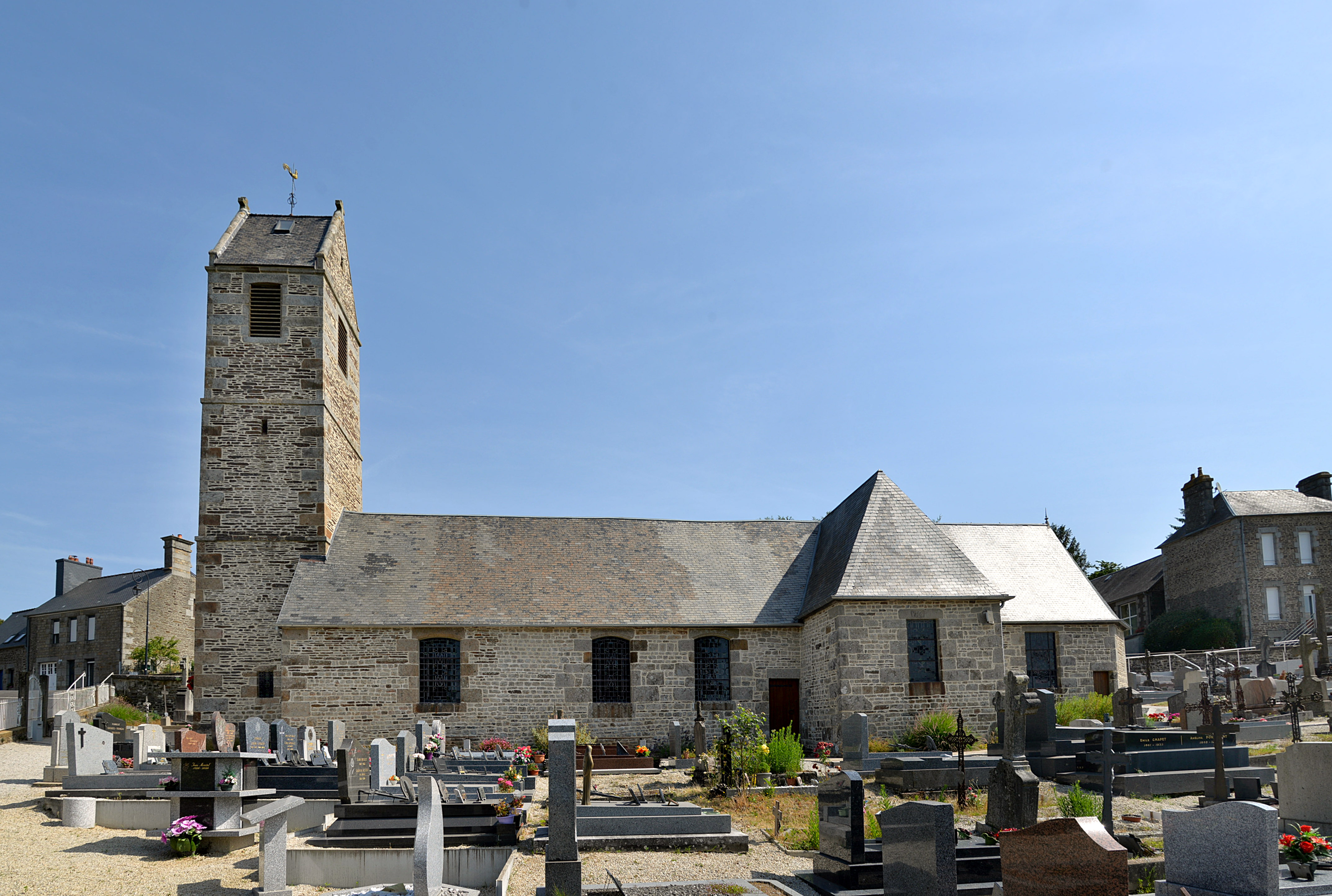
L'église Notre-Dame.
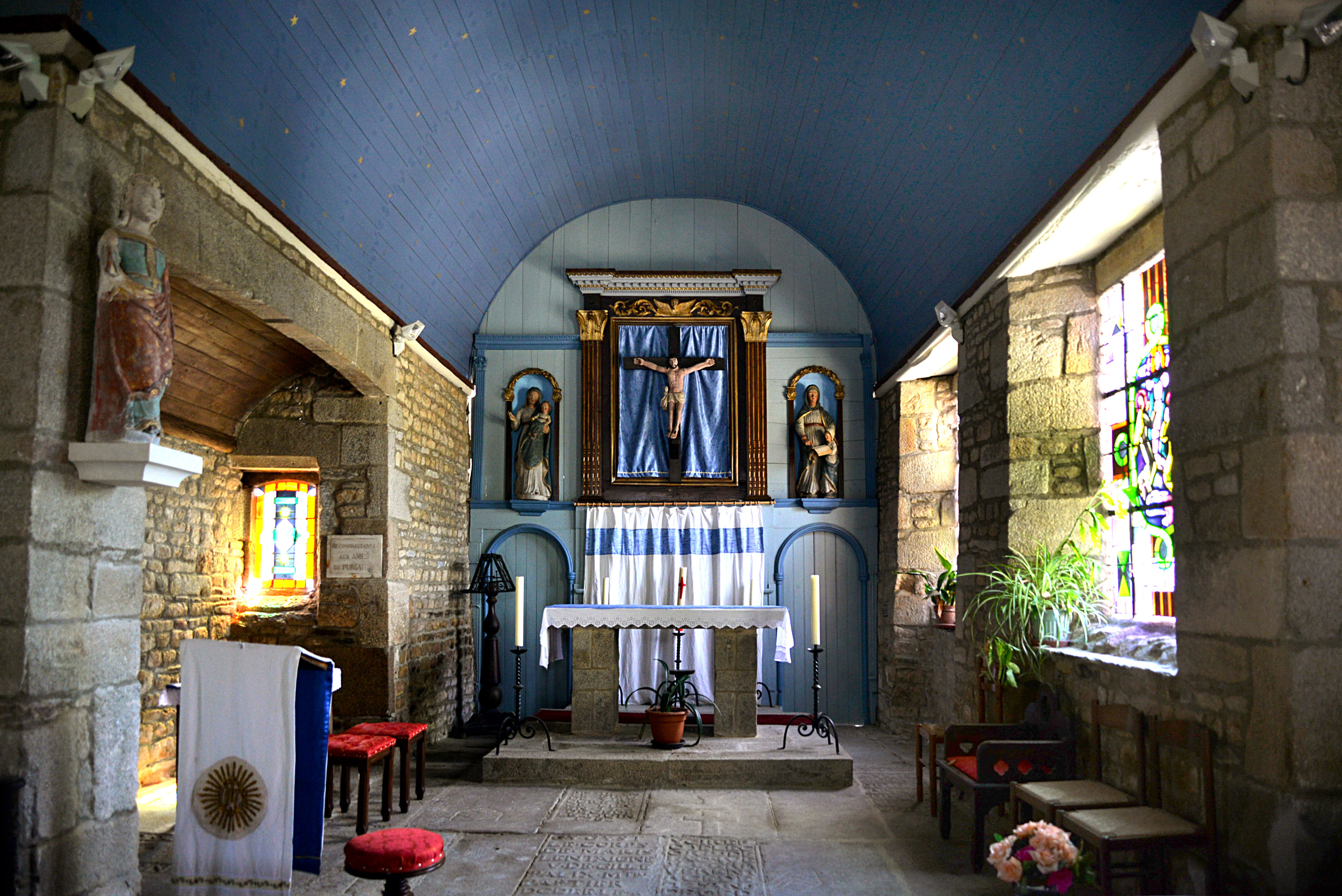
Le chœur et le retable comportant des éléments classés.
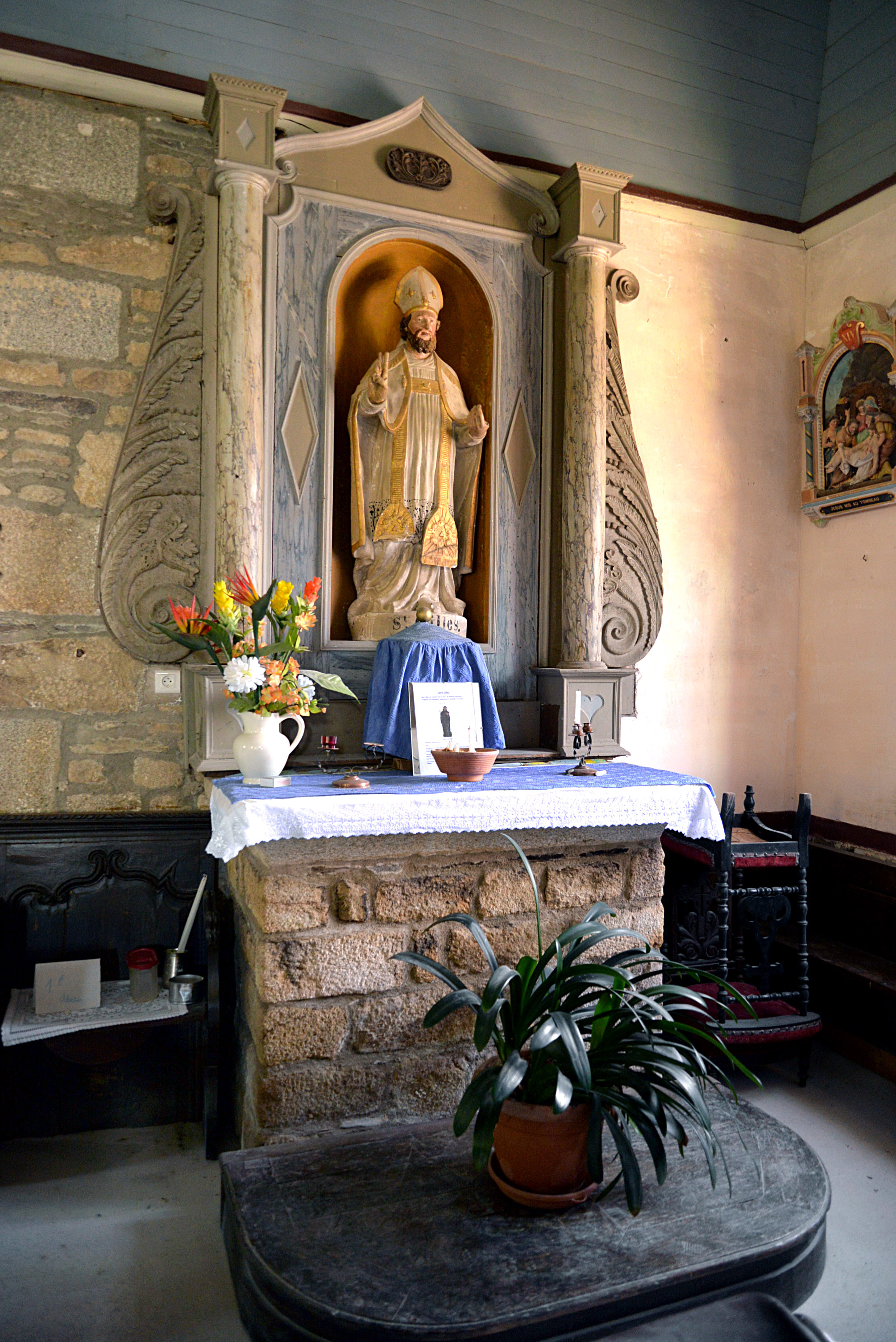
Le retable et l'autel latéral sud.
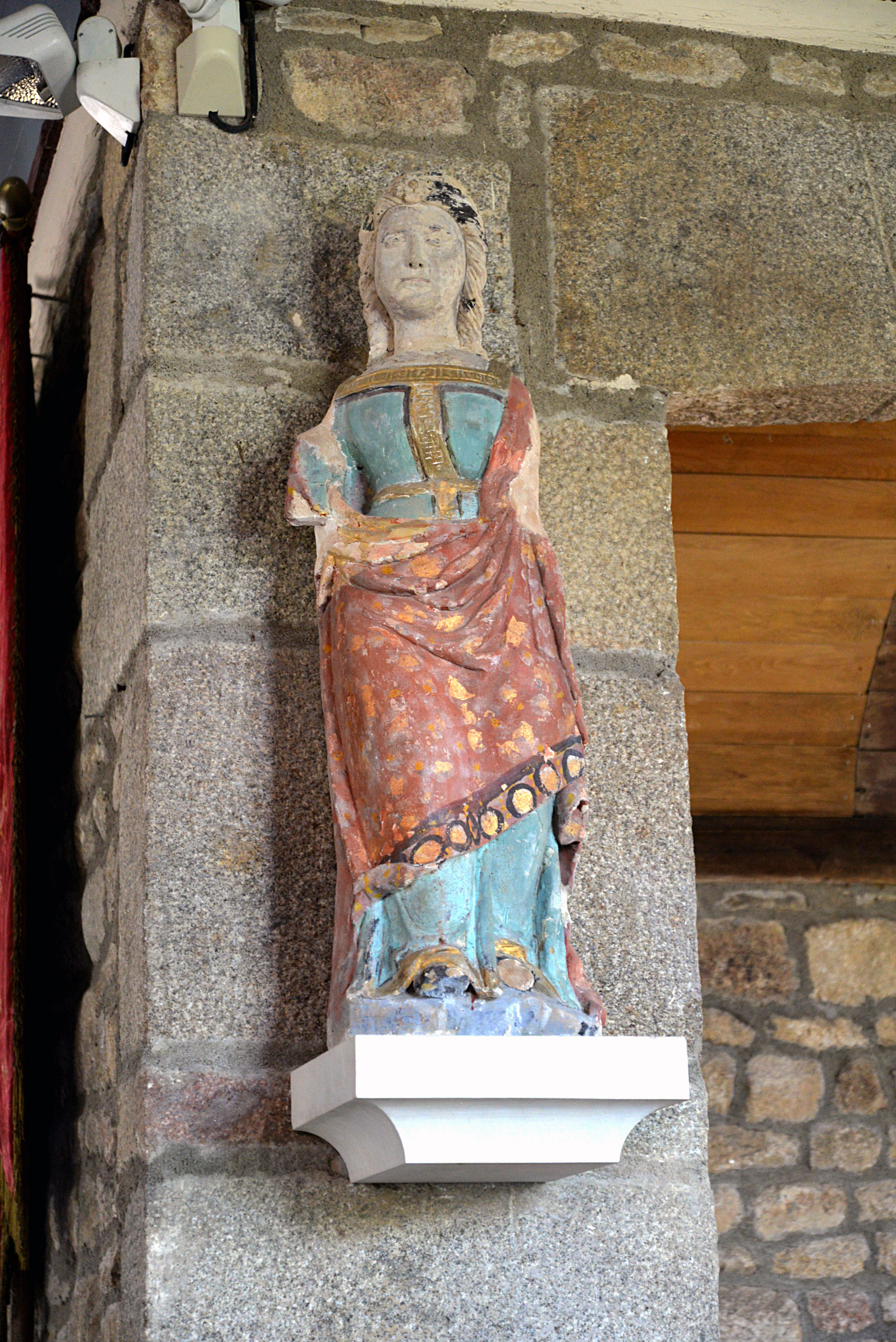
La statue de sainte Barbe.
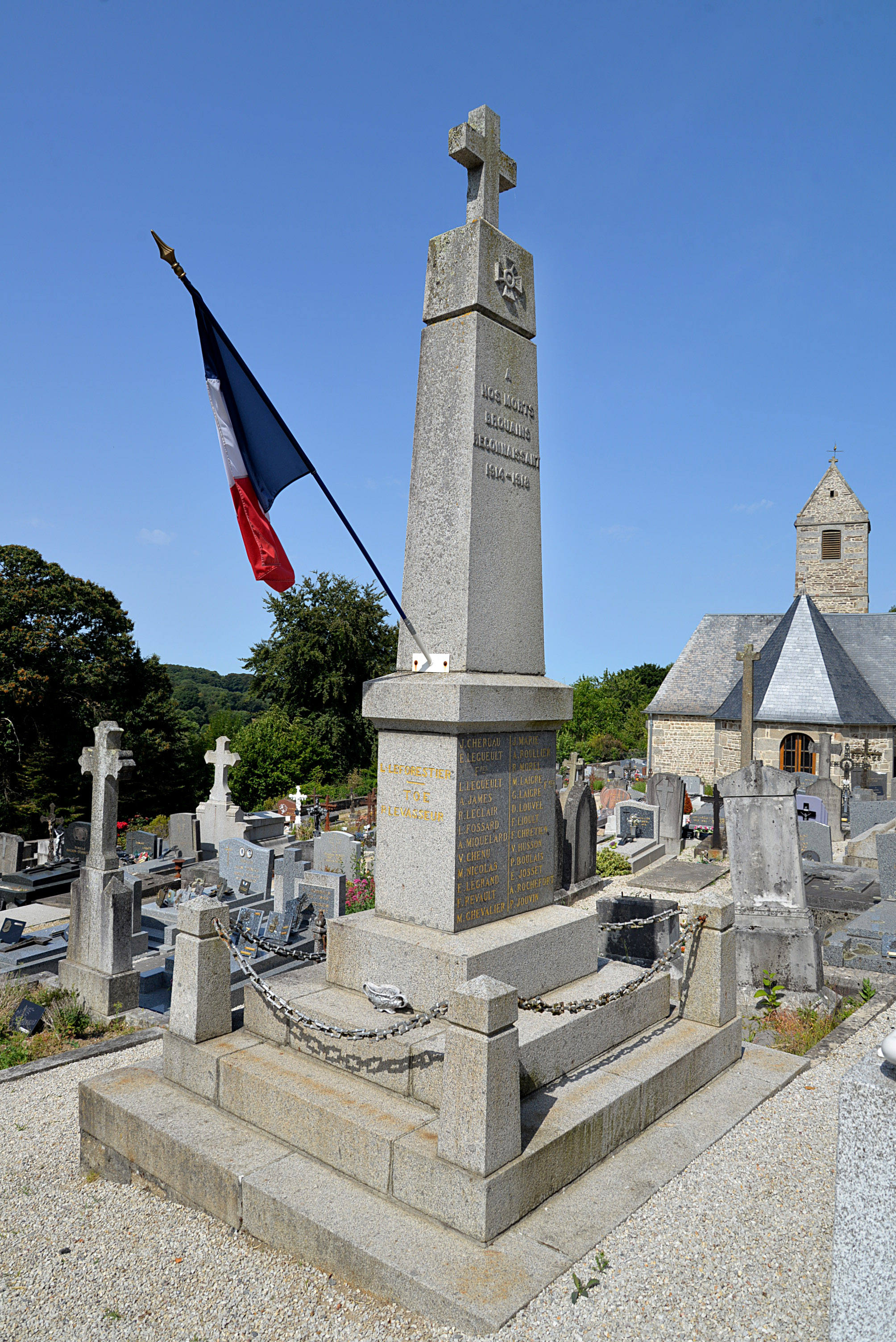
Le monument aux morts.
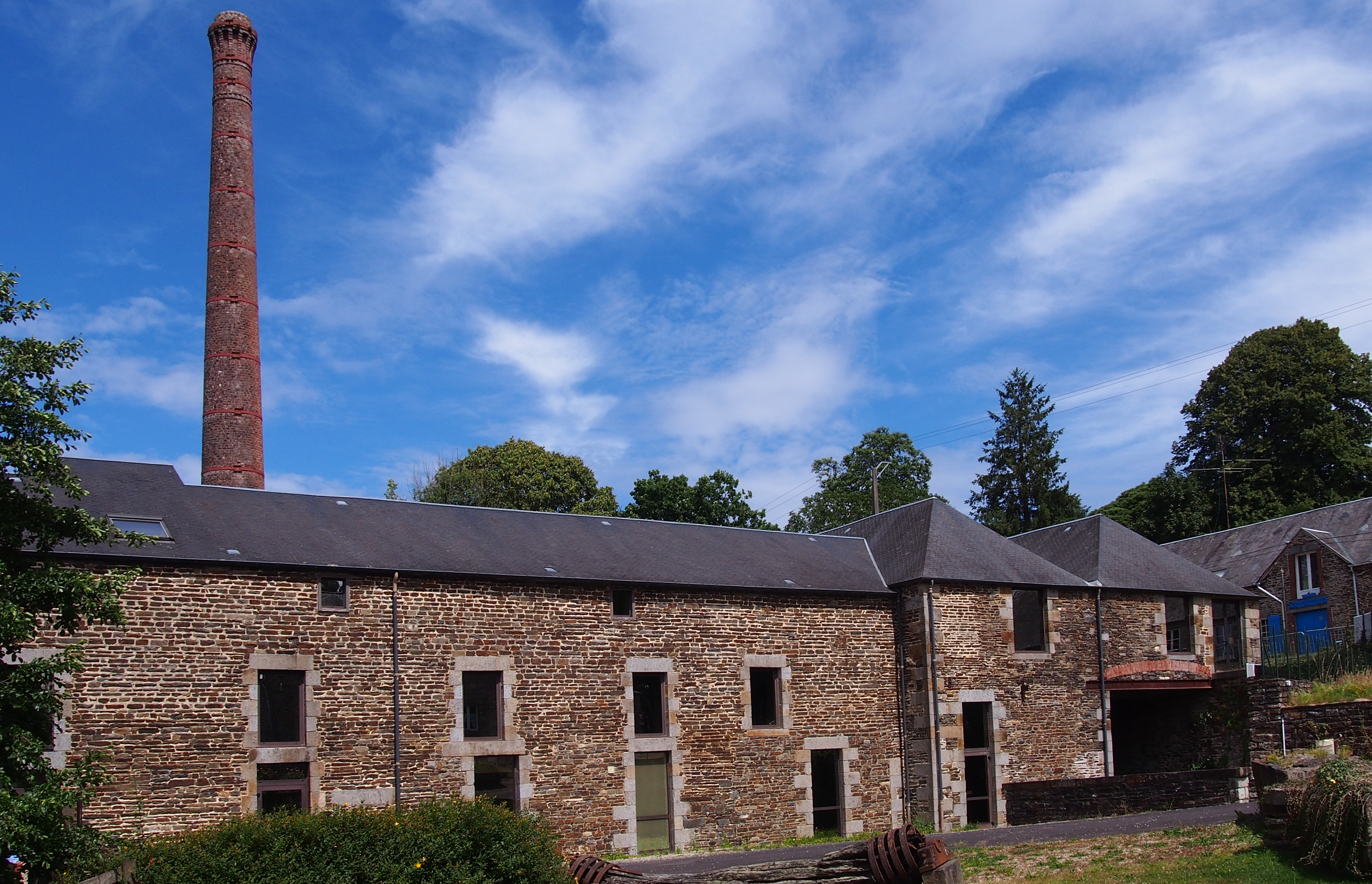
L'écomusée du moulin de la Sée.

## Personnalités liées à la commune
- Michel Anger († 1677), curé de Brouains et disciple de Jean Eudes. Il est à l'origine du premier séminaire du diocèse d'Avranches[35].